# Philip Barker Webb
Philip Barker Webb  (Milfort House, Condado de Surrey, 10 de julho de 1793 — Paris, 31 de agosto de 1854) foi um botânico britânico.

## Obra
- Osservazioni intorno allo stato antico e presente dell'Agro trojano del Signor Filippo Barker Webb. Milán, 1821, traducido al francés en 1844 con el título de Topographie de la Troade ancienne et moderne, Gide, París
- L'Histoire Naturelle des Îles Canaries, 9 vols. París 1836–1844
- Iter hispaniense, or a Synopsis of plants collected in the Southern provinces of Spain and in Portugal, with geographical remarks, and observations on rare and undescribed species. Béthune, Paris & H. Coxhead, Londres, 1838
- Fragmenta floruia aethiopico-aegypticae. 1845
- Otia Hispanica, seu Delectus plantarum rariorum aut nondum rite notarum per Hispanias sponte nascentium. V. Masson, Paris. 1839-1853